# Jorge Joaquín Llambías
Jorge Joaquín Llambías (Buenos Aires, 1911-1981) fue un jurista, civilista, juez y docente argentino. Estudió Abogacía en la Facultad de Derecho de la Universidad de Buenos Aires, especializándose en Derecho Civil, y donde más tarde sería titular de la cátedra de Obligaciones. También fue profesor en la Pontificia Universidad Católica Argentina y en la Universidad del Salvador.
Al inicio del Tratado de Derecho Civil Parte General se puede leer esta escueta referencia sobre su autor:

Profesor Titular de Derecho Civil en la Universidad Nacional de Buenos Aires. Profesor emérito en la Universidad Católica Argentina. Miembro del Instituto Argentino de Estudios Legislativos. Ex Juez de la Cámara Nacional de Apelaciones de la Capital Federal. Premio Nacional de Derecho, años 1967-1972.

Junto a Guillermo Borda, es considerado uno de los mayores exponentes del derecho civil en Argentina

## Biografía
Se casó con Julia Rosa Moyano Llerena, con quien tuvo 14 hijos. Era un católico ferviente, lo cual es posible notar a lo largo de sus obras académicas, siendo su familia calificada como "ejemplo de familia cristiana" en más de una ocasión.
Llambías trabajó varios años en el Poder Judicial de la Nación Argentina, llegando a ser juez camarista. Siendo ya magistrado, integró la Sala "A" de la Cámara Nacional de Apelaciones en lo Civil de la Capital Federal. Como una de esas extrañas coincidencias de la vida, el Dr. Llambías compartió la Sala con otro de los grandes del derecho civil argentino: el Dr. Guillermo Borda. El encuentro de ambos civilistas compartiendo la misma Sala produjo riquísimos debates de alto nivel jurídico, muchos de ellos plasmados en los fallos que emitía la Cámara. El Dr. Luis Moisset de Espanés recuerda que en el Tercer Congreso Nacional de Derecho Civil celebrado en 1961 en la Provincia de Córdoba, "el Dr. Borda se sentaba siempre junto al Dr. Llambías, ambos representando a las Universidades Católicas de Buenos Aires (El Salvador y la Pontificia) y, uno al lado de otro, cuando se trataban temas de derecho de familia, sostenían casi siempre las mismas posiciones".

## Labor Jurídica
Su ingente labor jurídica tiene un reconocimiento insoslayable en el horizonte jurídico argentino. Se destaca, en particular, su Tratado de Derecho Civil Parte General, de dos tomos, y su Tratado de Derecho Civil Obligaciones, de seis tomos. Ambas obras, desde que vieron la luz a mediados del siglo XX, son constantemente recurridas por, estudiantes, abogados y jueces argentinos, convirtiéndose en referentes necesarias del derecho civil. Buena cuota de su vitalidad y actualidad se debe al espíritu perenne que el autor supo darles, así como las constantes actualizaciones que el Dr. Patricio J. Raffo Benegas les ha realizado desde que falleciera Llambías. Ambas obras tienen ediciones actuales.
El Dr. Jorge Joaquín Llambías también ha sido autor y director del Código Civil Anotado, obra magna y voluminosa, donde su autor comenta, con doctrina y jurisprudencia, cada uno de los 4051 artículos del Código Civil Argentino, evidenciando un acabado conocimiento y manejo del derecho civil argentino en su totalidad.
Otro de sus trabajos, no tan colosales como los precedentemente mencionados pero con igual aprecio intelectual, es Efectos de la Nulidad y Anulación de los Actos Jurídicos, escrito por su autor en 1953, y recientemente reeditado.
Por lo demás, Llambías escribió numerosos artículos en publicaciones de revistas jurídicas argentinas como La Ley y El Derecho.
Presidió la Comisión que redactó el Anteproyecto de Reforma al Código Civil de 1954. Este trabajo no llegó a ser aprobado. Se trataba de un proyecto de Código sumamente breve, máxime si se lo compara con el actual: reducía los 4051 artículos que cuenta el Código de Vélez a 1839.
El Anteproyecto de Reforma permaneció inédito hasta 1968, cuando la Universidad Nacional de Tucumán hizo la única publicación, hasta ahora, del Anteproyecto del '54. Este redescubrimiento se debe a la influencia del Dr. Fernando J. López de Zavalía, a quien Llambías agradece en su Tratado.